# Xyris stenostachya
Xyris stenostachya är en gräsväxtart som beskrevs av Julian Alfred Steyermark. Xyris stenostachya ingår i släktet Xyris och familjen Xyridaceae. Inga underarter finns listade i Catalogue of Life.